# Harald Heker

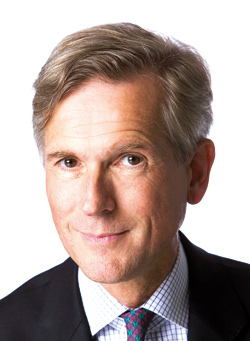
Harald Heker (2012)

Harald G. Heker (* 1. März 1958 in Essen) ist ein deutscher Jurist, Manager und ehemaliger Vorstandsvorsitzender der GEMA.

## Leben
Harald Heker studierte Rechtswissenschaften in München und promovierte an der Universität Freiburg im Breisgau.
Von 1988 bis 1990 war Harald Heker als Rechtsanwalt und Geschäftsführer des Instituts für Urheber- und Medienrecht in München tätig. Von 1990 bis 2000 arbeitete er als Justitiar des Börsenvereins des Deutschen Buchhandels und war Mitgeschäftsführer der Ausstellungs- und Messe GmbH des Börsenvereins. Zwischen 2001 und 2005 übernahm er das Amt des Hauptgeschäftsführers des Börsenvereins und war ab 2003 zudem als Sprecher der Geschäftsführung der Börsenverein Beteiligungsgesellschaft mbH tätig.
Dem Vorstand der GEMA gehört Heker seit 2006 an. Die Position des Vorstandsvorsitzenden bekleidete er von 2007 bis zu seinem Eintritt in den Ruhestand am 30. September 2023. Danach übernahm Tobias Holzmüller dieses Amt.